# Ефимов, Игорь Рудольфович
И́горь Рудо́льфович Ефи́мов (англ. Igor R. Efimov) — советско-американский учёный. Профессор биомедицинской инженерии, профессор медицины в Северо-западном университете, Чикаго, штат Иллинойс. 

## Биография
Родился в Красноярске-26. Учился в Красноярской краевой летней школе. В 1986 году окончил Московский физико-технический институт. Работал в Пущино, в лаборатории профессора В. И. Кринского. Защитил кандидатскую диссертацию по биофизике сердца в Институте биофизики АН СССР.
После прекращения финансирования в 1992 году вместе с семьёй переехал в США. Позднее отмечал: «Как только СССР развалился — временно уехал в США, пока Гайдар не натешится. И так и не вернулся — Гайдар тогда сказал, что в России сейчас стыдно заниматься наукой. И видимо стыдно до сих пор…»
Работал в Кливлендской клинике, в кардиологическом отделении (1994-2000). Затем (2000-2004) — в университете Кейс Вестерн Резерв, на факультете биомедицинской инженерии. Потом (2004-2015) работал в Университете Вашингтона в Сент Луисе, и (20015-2022) в Университете Джорджа Вашингтона в Вашингтоне, Округ Колумбия. В настоящее время работает профессором биомедицинской инженерии в Северо-западном Университете в Чикаго, штат Иллинойс. 
Руководит лабораторией, занимающейся исследованиями электрофизиологии сердца. Автор более 300 научных статей, почётный член Национальной Академии Изобретателей США (National Academy of Inventors), Американской сердечной ассоциации (The American Heart Association) и Общества сердечного ритма (Heart Rhythm Society), почётный член Всероссийского научного общества специалистов по клинической электрофизиологии, аритмологии и кардиостимуляции.
Критически оценивает влияние радикальных реформ 1990-х на состояние российской науки. В 2000 году писал, что в результате действий «олигархического режима» российские наука, образование и технология «лежат в руинах».

### Научные публикации
- Xu et al. 3D multifunctional integumentary membranes for spatiotemporal cardiac measurements and stimulation across the entire epicardium. Nature Commun. 2014 Feb 25; 5: 3329.
- Fang et al. Capacitively coupled arrays of multiplexed flexible silicon transistors for long-term cardiac electrophysiology. Nature Biomed Eng. 2017 Mar 1; 1(38): 1-11.
- Gutruf et al, Wireless battery-free fully implantable multimodal and multisite pacemakers for applications in small animal models, Nature Commun, 2019 Dec 17; 10(1): 5742.
- Han et al. Multimodal, multilayered soft electronics in advanced devices for cardiac surgery, Nature Biomed Eng, 2020, Sep 7. doi: 10.1038/s41551-020-00604-w.
- Choi et al. Fully implantable and bioresorbable cardiac pacemakers without leads or batteries. Nature Biotechnology, 2021 Oct; 39(10): 1228-1238. doi: 10.1038/s41587-021-00948-x.
- Yang et al. Photocurable, bioresorbable adhesives as functional interfaces between flexible bioelectronic devices and soft biological tissues. Nature Materials, 20: 1559-1570, 2021. doi: 10.1038/s41563-021-01051-x.
- Choi et al, A transient, closed-loop network of wireless, body-integrated devices for autonomous electrotherapy Science, 2022.
- Ausra et al, Wireless, fully implantable cardiac stimulation and recording with on-device computation for closed-loop pacing and defibrillation. Science Advances, 2022

### Публикации в СМИ
- Российские научные диаспоры // Независимая газета, 26 февраля 2003.
- https://web.archive.org/web/20071104152909/http://www.polit.ru/lectures/2007/11/02/serdce_print.html
- http://www.polit.ru/science/2006/09/21/efimov.html
- http://www.polit.ru/science/2008/06/17/efimov.html